# Paul (Republica Capului Verde)
Paul este un oraș situat în partea nord-estică a insulei Santo Antão⁠(d) din Republica Capului Verde.